# Los Esclavos
Los Esclavos (hiszp. Río Los Esclavos) – rzeka w południowej Gwatemali. Jej źródła znajdują się w górach Sierra Madre de Chiapas na południowym wschodzie departamentu Santa Rosa. Stamtąd płynie obok miasta Cuilapa przez nadmorskie równiny, a następnie uchodzi obok miejscowości Buena Vista do Oceanu Spokojnego. Dorzecze Los Esclavos obejmuje obszar 2271 km².